# Open Arms
«Open Arms» (en español: «Con los brazos abiertos») es el título de una power ballad interpretada por la banda de rock estadounidense Journey, incluida en su séptimo álbum de estudio, Escape (1981). La compañía discográfica CBS Records la lanzó el 4 de enero de 1982 como el tercer sencillo del álbum. La canción fue escrita por Steve Perry y coescrita por Jonathan Cain, dos de los miembros de la banda y producida por Kevin Elson y coproducida por Mike Stone. Se trata de una balada que describe la situación de aquellos que discuten con sus parejas y que intentan reconciliarse empezando de nuevo con los «brazos abiertos». La cantante estadounidense Mariah Carey, la cantante estadounidense 
SZA] y la coreana Younha realizaron interpretaciones  de la canción.

## Versión de Journey
Journey grabó Open Arms para su séptimo álbum de estudio, Escape (1981), producido por Kevin Elson y coproducida por Mike Stone. Jonathan Cain había comenzado a escribir la canción cuando todavía pertenecía al grupo de rock The Babys, pero el vocalista de la banda, John Waite, rechazó la melodía por considerarla «basura sentimental». Cain terminó la canción con Steve Perry durante las sesiones de composición del álbum Escape, aunque estuvo a punto de quedar fuera de la lista final de canciones. El guitarrista del grupo, Neal Schon, «odiaba» la canción (Steve Smith recuerda que Schon afirmó que «suena como Mary Poppins»), y el resto de los miembros se negaban a interpretar baladas. Steve Perry recordaría posteriormente la grabación de la canción: «Tenía que bajar la cabeza sobre el panel cuando sonaba Open Arms». Hay una frase de la canción que quería que sonase de una determinada manera. Tengo ciertas ideas sobre algunas cosas. La frase «wanting you near» (queriéndote cerca), quería que subiese lo más alto posible. Quería que fuese muy sincera. Siempre que la escuchaba, tenía que bajar la cabeza y tragar. Estaba muy orgulloso de la canción".
En un capítulo del programa In the Studio with Redbeard dedicado al álbum Escape, Jonathan Cain afirmó que estaba resfriado cuando grabaron la canción Open Arms, por lo que quiso grabarla de nuevo. Sin embargo, el resto del grupo se negó y utilizaron la grabación con Cain enfermo. 
Open Arms se utilizó en la película animada canadiense Heavy Metal (estrenada en agosto de 1981) y fue publicada como tercer sencillo de Escape en enero de 1982 en Estados Unidos. También apareció en dos escenas diferentes de la película The Last American Virgin (1982). 

### Recepción
Se convirtió en uno de los sencillos de mayor éxito en Estados Unidos y el más aplaudido de los cinco sencillos del álbum Escape (solo otro de ellos, Who's Crying Now, alcanzó el top 5). Aunque nunca alcanzó el número uno en la lista estadounidense Billboard Hot 100, permaneció en el número dos durante seis semanas, además de entrar entre las diez mejores posiciones de la lista Billboard Adult Contemporary. El sencillo tuvo menos éxito en la lista Mainstream Rock Tracks, donde solo entró en el top 40.
La canción y su consideración como power ballad se ha recordado a lo largo de los años tras su publicación. Una crítica califica Open Arms de «balada rock lírica y una de las mejores composiciones del grupo», mientras que la agencia de noticias Associated Press escribió que la canción «tiene toda la fuerza del estilo vocal de Perry, operístico y prometedor». También se ha descrito como «himno de bodas» (en un artículo de la revista Lumino Magazine de diciembre de 2005), y la cadena estadounidense VH1 colocó la canción en el número uno de su lista Las 25 Mejores Power Ballads. Allmusic la describió como «Una de las baladas más bonitas del rock, Open Arms brilla con una sinceridad y un sentimiento que sólo Steve Perry sabía combinar», mientras que una crítica de un concierto de Journey del diario Atlanta Journal-Constitution la catalogaba como un «clásico». Steve Perry expresó al Boston Globe, «Es imposible contar las veces que alguien me ha parado y me ha dicho... "Fue la canción del baile del instituto"». La canción se incluyó posteriormente en la caja recopilatoria Time 3 (1992) y el álbum recopilatorio The Essential Journey (2001).

## Versión de Mariah Carey
Mariah Carey produjo su versión de la canción con Walter Afanasieff para el álbum Daydream. Carey ya había entrado en contacto con Journey anteriormente: el baterista del grupo, Steve Smith, tocó en muchos de sus primeros sencillos, y el que fuera bajista durante un breve periodo a mediados de los 1980, Randy Jackson, trabaja con ella desde hace tiempo.
Fue el tercer sencillo del álbum y se publicó en 1996 en la mayoría de los mercados fuera de Estados Unidos, con un rendimiento comercial bajo. Entró entre las cinco mejores posiciones de Reino Unido y triunfó en Filipinas, donde compitió directamente con la canción de Carey y Boyz II Men, «One Sweet Day» (anterior sencillo de Daydream), liderando ambas canciones numerosas listas de emisoras de radio. Sin embargo, no llegó al top 10 en ningún otro país. El vídeo fue dirigido por Larry Jordan y recoge la interpretación en directo de la canción en el estadio Madison Square Garden, Nueva York. Carey interpretó una versión en español de Open Arms, «El Amor Que Soñé», cuyo vídeo también es una actuación en directo de la noche del vídeo de la versión en inglés.
El CD sencillo de Reino Unido de «Open Arms» incluyó la canción «I Am Free» (del álbum Daydream) y las versiones en directo de «Fantasy» y «Vision of Love» (1990). Otro CD sencillo incluye las canciones «Hero» (1993), «Without You» (1994) y la edición para la radio de «I'll Be There» (1992).

## Otras versiones
En 2003, Clay Aiken, concursante del programa American Idol interpretó la canción durante una de las semifinales del concurso; posteriormente, la interpretó a dúo con Kelly Clarkson (ganadora del programa del año anterior) durante su gira conjunta de febrero a abril de 2004. 
Open Arms también se incluyó en la gira de Britney Spears ...Baby One More Time Tour.
El director japonés Eiichiro Hasumi la utilizó como canción de amor en su película Umizaru (2004). Hasumi dijo que, al incluir la canción, quería traer a la memoria los amores de la adolescencia, y el guionista la escuchó varias veces mientras  escribía el guion.
Matt Stone y Trey Parker, los creadores de la serie de televisión South Park, hacen referencia y parodian con frecuencia al grupo Journey y su música en la serie. En el episodio 132 de South Park, titulado El día de la erección (2005), una niña al piano comienza a cantar Open Arms en un concurso de talentos.
En la película Os declaro marido y marido (2007), del director Dennis Dugan, se oye la canción en una fiesta.
La cantante canadiense Céline Dion abre su nuevo espectáculo «CELINE» en Las Vegas con esta canción acompañada por una orquesta de 31 músicos en vivo.

## Listas

### Versión de Journey
| Lista (1982)                              | Posición |
| ----------------------------------------- | -------- |
| EE. UU., Billboard Pop Singles            | 2        |
| EE. UU., Billboard Adult Contemporary     | 7        |
| EE. UU., Billboard Mainstream Rock Tracks | 35       |

### Versión de Mariah Carey
| Lista (1996)                  | Posición |
| ----------------------------- | -------- |
| Australia, ARIA               | 27       |
| Francia                       | 29       |
| Alemania                      | 65       |
| Israel                        | 2        |
| Suiza                         | 30       |
| Reino Unido, UK Singles Chart | 4        |